# Tami Stronach
Tamara Stronach, conosciuta come Tami Stronach (farsi تامی استروناخ; Teheran, 31 luglio 1972), è una ballerina, coreografa e attrice iraniana naturalizzata statunitense.

## Biografia
Nata a Teheran, in Iran da padre scozzese e madre israeliana. Il padre, David Stronach, è stato un noto archeologo che si è occupato delle rovine persiane ed è stato professore all'Università di Berkeley. La sua famiglia è fuggita durante la Rivoluzione iraniana. Stronach, sua sorella Keren e i loro genitori si trasferirono in California nel 1981. Ha debuttato cinematograficamente a 11 anni, interpretando l'Infanta Imperatrice nel film La storia infinita (1984), adattamento cinematografico dell'omonimo romanzo fantastico di Michael Ende. Curiosamente, nonostante il successo del film, non ha avuto altri ruoli nel mondo del cinema. Successivamente, nel 2005, ha spiegato che i suoi genitori hanno preferito che non recitasse per evitare i pericoli a cui gli attori bambini, nel cinema e nella TV, possono talvolta incorrere.
Ha anche pubblicato un LP in contemporanea con il film La Storia Infinita intitolato Tami Stronach - Fairy Queen. Le canzoni dell'album si intitolano "Fairy Queen" (Regina delle Fate) e "Riding On a Rainbow" (Cavalcando l'Arcobaleno). Nel 1996 è diventata membro di un importante corpo di ballo, la Neta Dance Company. È inoltre coreografa, ha realizzato, tra le altre: "The Maid and the Marmalade" e "Contain yourself, darling". I suoi lavori sono solitamente messi in scena a New York, ma nel giugno 2006 ha effettuato un tour in Australia. Sposata con Greg Steinbruner dal 30 aprile 2010, ha avuto una figlia, Maya, nel gennaio 2011.

## Filmografia
- La storia infinita (Die unendliche Geschichte), regia di Wolfgang Petersen (1984) – Infanta Imperatrice
- Fredy a Zlatovláska, regia di Tomás Krejcí – film TV (2008)
- Ultra Low, regia di Nicholas Gyeney (2018)